# Коро-Торо
16°03′54″ пн. ш. 18°30′03″ сх. д. / 16.06500° пн. ш. 18.50083° сх. д.
Місцезнаходження Коро-Торо (англ. Koro Toro) розташоване в Республіці Чад, в регіоні Борку, поблизу західного відрога хребта Ангамма, 600 км на північний схід від м. Нджамена, близько 320 км на північний схід від озера Чад, на півдорозі від Ларжо (англ. Largeau) до кордону з  Нігерією.
Місцезнаходження віком 1 млн років (нижній віллафранк, як Олдувай I) відкрито в 1959 р. Жаком М. Барбо. Було знайдено рештки викопної людини, які одержали назву Чадантроп (Коро Торо; Яйо; Koro Toro; Yayo) Tchadanthropus uxoris Coppens, 1961 (голотип роду і виду). Згодом було перевизначено як Homo habilis (Leakey, Tobias, Napier, 1964) і ?Homo erectus. Дехто з палеонтологів вважає, що череп належить сучасній людині — через ерозію піском і вітром череп став схожим на викопного гомініда (Wood, 2002).
У 1995 р. Мішель Брюне відкрив рештки Australopithecus bahrelghazali Brunet et al., 1996. віком 3,03.58 ± 0.27 млн років тому. Оскільки раніше рештки австралопітеків виявлялися тільки у Східній та Південній Африці, дана знахідка стала свідченням досить широкого розповсюдження роду
Супутня фауна: слони Loxodonta atlantica, бегемоти, антилопи.
Ландшафти відкриті, сухіші, ніж більшість біотопів Східної Африки того ж часу, берег озера або річки.